# Ghee

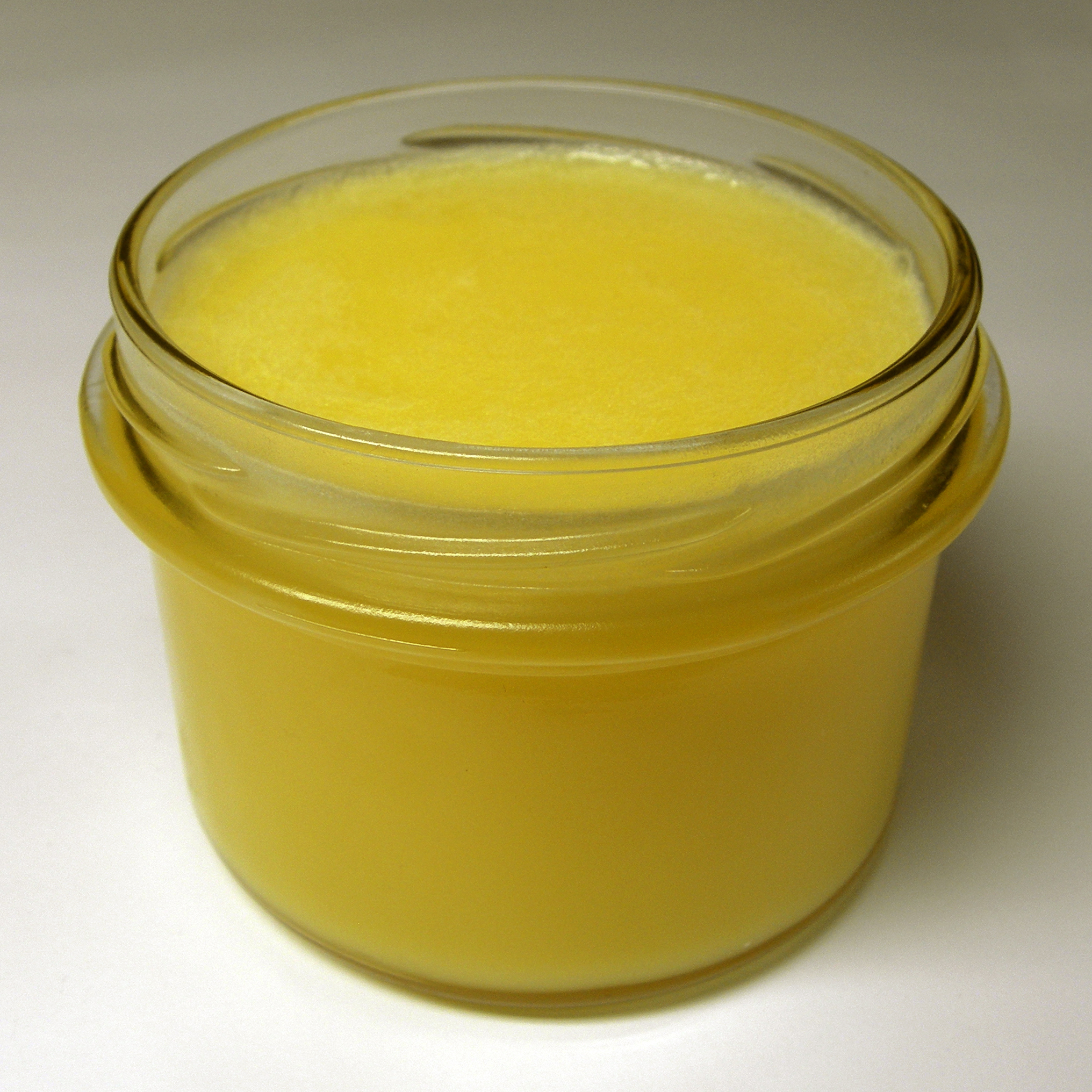
Ghee.

Ghee (uttal: /gi:/), skirat smör, klarat smör, ibland ghi, är en mejeriprodukt som består av rent smörfett. Den används framför allt vid afghansk, pakistansk och indisk (nordindisk) matlagning.

## Framställning
Ghee framställs genom att råvaran långsamt smälts och vätskan kokas bort. Samtidigt bildas en nötbrun utfällning av proteiner och mjölksocker, som sjunker till botten och därefter separeras bort.
Restprodukten, som är protein- och mjölksockerrik, kan påminna om mesost (innan smörfett tillsätts sist i ystningsprocessen).

## Användning
Färdigt ghee förpackas lufttätt och kan då lagras lång tid utan kylning. Att varan håller sig beror på att enzymer kokats bort. Ghee förstörs dock genom oxidation om den lagras öppet.
Vid matlagning lämpar sig ghee till skillnad från smör och många oljor mycket väl för frityr och liknande kraftig uppvärmning. Ghee smälter utan att få bränd bismak.
I Indien har ghee länge använts som offergåva (i elden), en sedvänja som infördes redan under vedisk tid.

## Innehåll
Ghee innehåller 100 procent smörfett och smakar lätt nötaktigt. Detta är till skillnad mot vanligt obehandlat smör, som normalt har en fetthalt på omkring 82–83 procent.
Fetterna i ghee är nästan uteslutande mättat fett.
Vegetabiliskt ghee framställs av vegetabiliska råvaror (margarin) på liknande sätt. Denna produkt består oftast av härdat vegetabiliskt fett eller palmolja.